# Drepanocladus revolvens
Drepanocladus revolvens là một loài rêu trong họ Amblystegiaceae. Loài này được Sw. Warnst. mô tả khoa học đầu tiên năm 1903.